# Isola Puffin
L'isola Puffin (in inglese Puffin Island) è un isolotto roccioso dell'Alaska (USA) nel mare dei Čukči. A livello amministrativo, appartiene al Borough di Northwest Arctic.

## Geografia
Puffin si trova 3,3 km a nord-ovest dell'isola di Chamisso. È situato nel Kotzebue Sound, a sud della penisola Choris, all'ingresso della baia Eschscholtz e 93 km a sud-ovest della città di Selawik. L'isolotto ha un'altezza massima di 10 m.
Assieme all'isola di Chamisso fa parte dell'area protetta Chamisso Wilderness, sezione del mare dei Čukči dell'Alaska Maritime National Wildlife Refuge. Molti uccelli nidificano sulla sua superficie, specialmente la fratercula dal corno (in inglese Horned Puffin). Il nome gli è stato dato nel 1826 dal capitano Frederick William Beechey.